# Jonny Kane
Jonny Kane (ur. 14 maja 1973 roku w Comber, Irlandia Północna) – brytyjski kierowca wyścigowy.

## Kariera
Jonny karierę rozpoczynał od kartingu. Kolejnym krokiem w karierze wyścigowej był debiut w Brytyjskiej Formule Ford. W latach 1994–1995 został mistrzem Brytyjskiej Formuły Vauxhall (zarówno w zimowym (1994), jak i głównym cyklu (1995)) oraz Europejskiej Formuły Ford (1994). Dzięki tym sukcesom dostał nagrodę McLaren Autosport BRDC Award, na najbardziej obiecującego brytyjskiego kierowcę roku, za sezon 1995.
W latach 1996–1997 ścigał się już w bardziej prestiżowej Brytyjskiej Formule 3, w zespole Paul Stewart Racing. Tytuł zdobył w drugim podejściu, zwyciężając po drodze w sześciu wyścigach. W roku 1998 brał udział w czterech wyścigach Międzynarodowej Formuły 3000, jednakże ani razu nie udało mu się zdobyć punktów.
Po braku sukcesu, Kane wyjechał na dwa lata do Ameryki, gdzie startował w Indy Lights. Debiut w niej okazał się bardzo dobry, gdyż Brytyjczyk od razu należał do ścisłej czołówki, wygrywając m.in. dwa wyścigi, dzięki czemu zajął 4. miejsce w końcowej klasyfikacji. Pomimo tego, drugi rok startów nie należał już do najlepszych.
Rok 2001 dzielił między pracą w roli testera zespołu Arrows, a rywalizacją w Le Mans Series oraz American Le Mans Series. W latach 2001–2002 brał udział w 24 Godziny Le Mans, w klasie GT.
W roku 2005 zadebiutował w FIA GT, gdzie jeździł samochodami Spyker oraz TVR. Od 2006 roku ponownie startuje w całodobowym wyścigu Le Mans. Jak dotąd jego najlepszym wynikiem jest 12. lokata w ogólnej klasyfikacji.